# 80 metros vallas
Los 80 metros vallas es una prueba del atletismo que se disputa al aire libre en categoría infantil y en algunas categorías de veteranos: en categoría masculina a partir de los 70 años y en categoría femenina a partir de los 40 años. Fue una prueba olímpica femenina que se disputó desde los Juegos Olímpicos de Los Ángeles 1932 a los Juegos Olímpicos de México 1968, en Múnich 1972 la distancia fue sustituida por los 100 metros vallas.

## Historial
- Primera marca oficial: 13,0 segundos, Ludmila Sychrová de Checoslovaquia el 6 de julio de 1926.
- Primer récord del mundo: 12,8 segundos, Eva von Bredow de Alemania el 14 de junio de 1927.
- Primera atleta en bajar de los 12 segundos: 11,8 segundos, Marjorie Clark de Sudáfrica el 24 de mayo de 1934.
- Primera atleta en bajar de los 11 segundos: 10,9 segundos, Shirley Strickland de Australia el 24 de julio de 1952.
- Último récord del mundo: 10,2 segundos, Vera Korsakova de la Unión Soviética el 16 de junio de 1968.

## Medallistas olímpicas
- Prueba reemplazada por los 100 metros vallas para los juegos de Múnich 1972.

| Edición          | Oro                                        | Plata                                       | Bronce                                      |
| ---------------- | ------------------------------------------ | ------------------------------------------- | ------------------------------------------- |
| Los Ángeles 1932 | Babe Zaharias · Estados Unidos             | Evelyne Hall · Estados Unidos               | Marjorie Clark · Sudáfrica                  |
| Berlín 1936      | Trebisonda Valla · Italia                  | Anni Steuer · Alemania                      | Betty Taylor · Canadá                       |
| Londres 1948     | Fanny Blankers-Koen · Países Bajos         | Maureen Gardner · Reino Unido               | Shirley Strickland de la Hunty · Australia  |
| Helsinki 1952    | Shirley Strickland de la Hunty · Australia | Maria Golubnichaya · Unión Soviética        | Maria Sander · Alemania                     |
| Melbourne 1956   | Shirley Strickland de la Hunty · Australia | Gisela Birkemeyer · Equipo Alemán Unificado | Norma Thrower · Australia                   |
| Roma 1960        | Irina Press · Unión Soviética              | Carole Quinton · Reino Unido                | Gisela Birkemeyer · Equipo Alemán Unificado |
| Tokio 1964       | Karin Balzer · Equipo Alemán Unificado     | Teresa Ciepły · Polonia                     | Pam Kilborn · Australia                     |
| México 1968      | Maureen Caird · Australia                  | Pam Kilborn · Australia                     | Chi Cheng · China Taipéi                    |